# Rhaphium effilatum
Rhaphium effilatum är en tvåvingeart som först beskrevs av Wheeler 1899.  Rhaphium effilatum ingår i släktet Rhaphium och familjen styltflugor. Inga underarter finns listade i Catalogue of Life.